# Борцы за освобождение
«Борцы за освобождение» (фр. Combattants de la Libération, также известные под названием «красные маки́» (фр. Le Maquis rouge)) — вооружённое крыло Алжирской коммунистической партии, созданное после начала войны за независимость Алжира. В рядах «Борцов за освобождение» сражались как алжирцы, так и европейцы метрополии и колоний. 1 июля 1956 года вместе с АКП вошли в ряды ФНО.

## Известные члены
- Анри Майо
- Фернан Ивтон
- Абделькадер Геррудж
- Морис Лабан
- Жаклин Геррудж
- Джамиля Амран